# Cephalotes betoi
Cephalotes betoi är en myrart som beskrevs av De Andrade 1999. Cephalotes betoi ingår i släktet Cephalotes och familjen myror. Inga underarter finns listade.